# Pittosporum subulisepalum
Pittosporum subulisepalum là một loài thực vật có hoa trong họ Pittosporaceae. Loài này được Hu & F.T. Wang miêu tả khoa học đầu tiên năm 1943.